# Les Bains Douches
Pour les douches municipales, voir Bains-douches.
Les Bains Douches est une boîte de nuit, active de 1978 à 2010, située 7, rue du Bourg-l’Abbé dans le 3e arrondissement de Paris.
Haut lieu des nuits parisiennes durant les années 1980, Les Bains Douches deviennent le rendez-vous de la société mondaine et artistique internationale. Après maintes péripéties au cours des décennies, la discothèque ferme ses portes en 2010. Jean-Pierre Marois, propriétaire historique du lieu, fonde en 2011 la société Les Bains dans le cadre de la rénovation du nouveau projet. 

## Historique

### Bains Guerbois

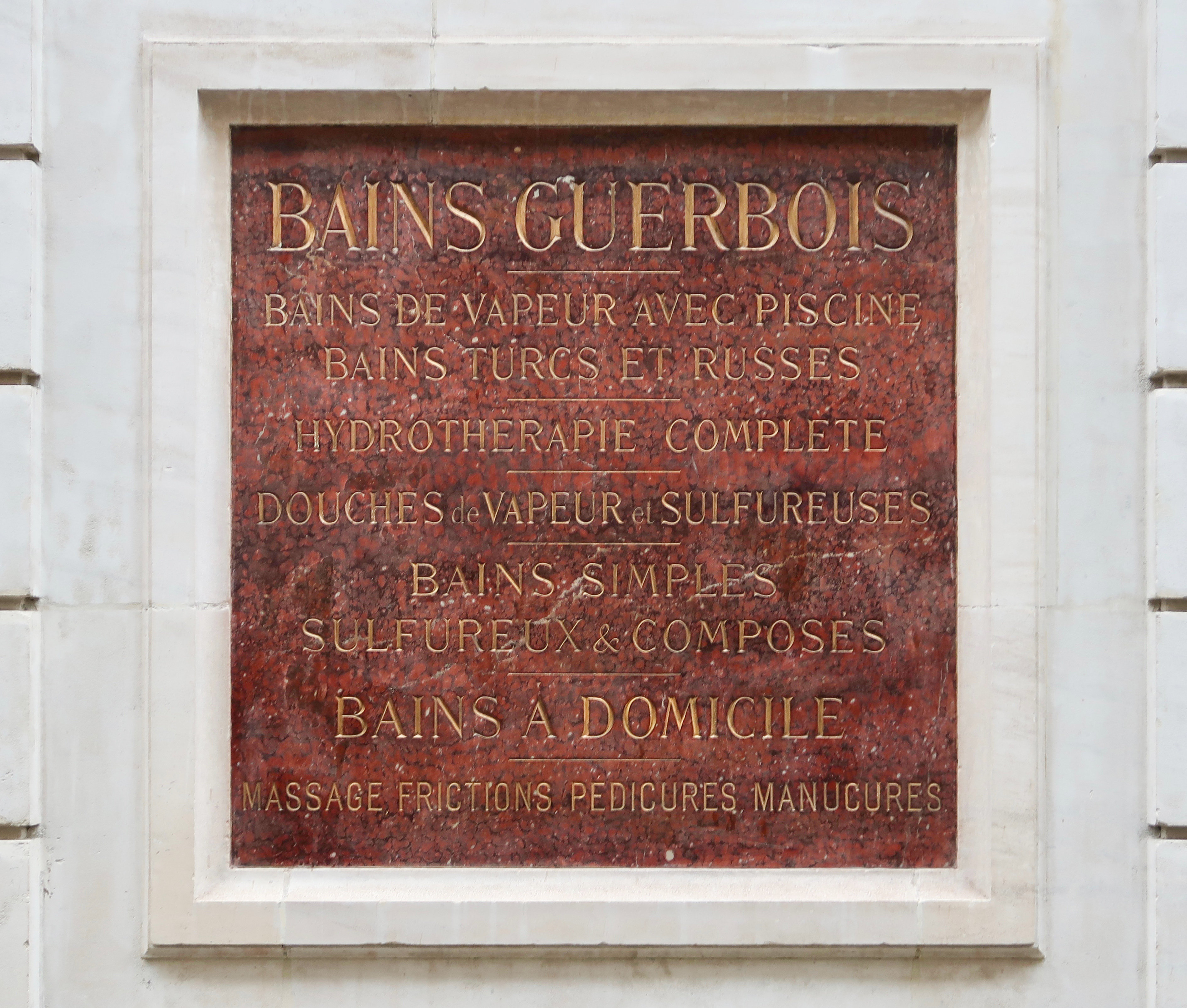
Une des deux plaques situées de part et d'autre de l'entrée.

À l'origine, l'immeuble abrite les bains Guerbois, des thermes, créés en 1885 par François Auguste Guerbois (1824-1891) et son fils Albert Guerbois (1857-1926) qui exploitent également le fameux « café Guerbois » haut lieu de rencontre des artistes et intellectuels de l’époque, immortalisé par Édouard Manet. La plaque à l'entrée indique « Bains Guerbois, piscine, bains turcs et russes, douches vapeur sulfureuses ». En cette fin du XIXe siècle, l'endroit attire de nombreuses personnalités influentes et une mouvance homosexuelle, dont Proust. Déjà, à l'époque, la nuit rythme la vie de cet établissement privé, les Halles apportant nombre de clients.

### 1978-1984
Maurice Marois achète le lieu à la fin des années 1960 avant de céder le bail bien des années plus tard.  L'établissement est créé en 1978 par Jacques Renault, antiquaire-brocanteur, et son associé Fabrice Coat qui transforment les bains en une boîte de nuit inédite dont l'espace est entièrement modulable et privatisable avec un salon au premier étage. Philippe Starck, alors à ses débuts, redécore l'endroit, qui était devenu un cloaque ces derniers temps, tout de carrelage blanc et noir,. Il pose une énorme mangeoire et une corne d'abondance : six mois de travaux sont nécessaires. Plus tard, ce sera David Rochline qui retouchera l'aspect de l'entrée. La piscine au sous-sol comporte au fond de l'eau un échiquier géant dont les pièces sont déplacées par un homme grenouille. À la fois salle de concert, discothèque, restaurant et bar, ce « temple nocturne » ouvre le 21 décembre 1978. Pierre et Gilles dessinent le carton d'invitation. Avant même l'inauguration, la rumeur court à Paris concernant cette ouverture. Ce sont plus de 2 000 personnes qui sont présentes ce jour-là alors que les propriétaires comptaient sur 150. 
Loin des tendances disco du moment, Les Bains Douches deviennent le point de rencontre des mondes du spectacle, des médias et des arts à la même époque que Le Palace et son espace privé, Le Privilège, même si les Bains se veulent bien différents. S'y croise tout ce que Paris compte d'intellectuels mondains, de personnalités du show-business, d'artistes… L'époque, pleine d'optimisme et de prospérité économique, est à la fête et l’ostentatoire : se faire voir et remarquer ; Paris retrouve son « effervescence ». Le disc jockey et chanteur Philippe Krootchey y anime alors un grand nombre de soirées sur les titres des Talking Heads et The B-52's, avec une musique variée. Les concerts sont une marque de distinction du lieu : la scène des Bains Douches accueille les références de la musique punk ou new wave, tels que Dead Kennedys, Joy Division, Suicide ou Les Rita Mitsouko ; Depeche Mode donne son premier concert en France aux Bains Douches en septembre 1981. Farida Khelfa est la « physionomiste » du club durant deux ans avant d'être remplacée un temps par Caroline Loeb et Paquita Paquin ; c'est là que Farida croise Jean-Paul Goude pour la première fois, avant de devenir sa muse et sa compagne. Mais la physionomiste-vedette des Bains Douches, c'est Marilyn, auteure de la phrase culte « Je crois que ça va pas être possible »,,. « Riches ou pauvres, jeunes ou vieux, célèbres ou inconnus, mais pas de gens ordinaires », « L'entrée est à la tête du client », « il n'y a pas de critère d'entrée formel aux Bains » précise Paquita Paquin, mais Fabrice Coat veille nuit après nuit à sa clientèle. L'icône transgenre Jenny Bel'Air tient également la porte un temps. La brigade des stupéfiants est là régulièrement, l'établissement se voit même parfois fermé par la police.

### Depuis 1984
En juillet 1984, Jacques Renault et Fabrice Coat décident de vendre le club. Les nouveaux propriétaires du fonds de commerce sont alors Hubert Boukobza et Claude Challe, un habitué de la nuit. Avec le soutien de Sylvie Grumbach qui officiait jusque-là au Palace, le duo en fait un endroit incontournable, un temple de la nuit,. « Jamais un club n'a connu sur une aussi longue durée une clientèle mêlant les stars et les plus belles filles du monde ». Dans un mélange de fêtes, de drogues et d'alcool, le tout-Paris continue de s'y bousculer : Claude Montana le fidèle du Palace, Bambou, Alain Pacadis, Jean Paul Gaultier, Étienne Roda-Gil, Pauline Lafont, Emmanuelle Seigner, Loulou de la Falaise, Sophie Favier ou Frédéric Beigbeder. L'endroit devient le passage obligé de toute vedette en visite à Paris : Mick Jagger, Robert De Niro qui vient là draguer, Jack Nicholson, Linda Evangelista, Joe Cocker, Basquiat ou Warhol,,,. Avec ce rachat par Hubert Boukobza, l'ambiance change passant d'un lieu de « copains » faisant la fête à un endroit bling-bling. Le Café Costes le jour, les Bains la nuit est le leitmotiv.

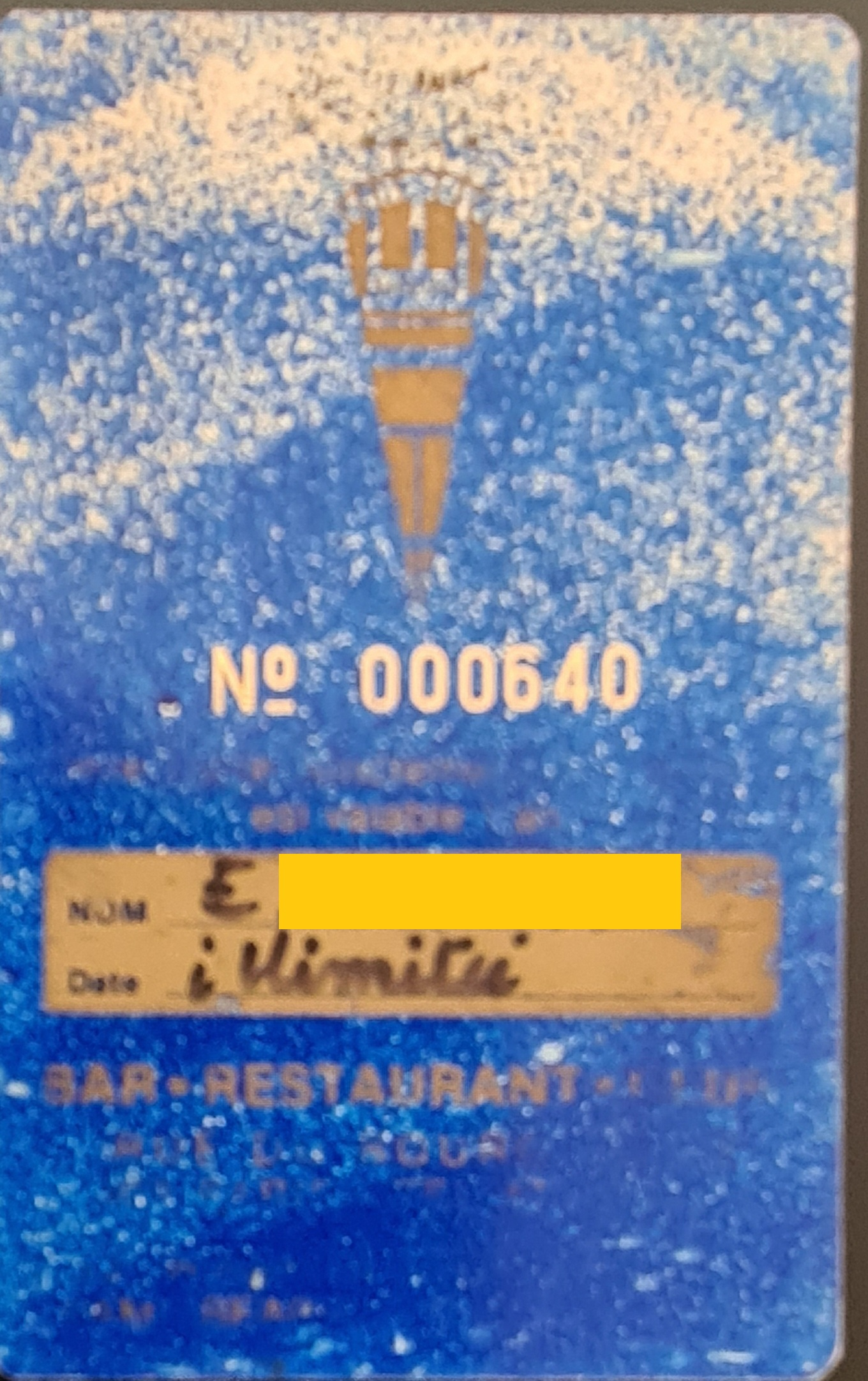
Carte de membre des Bains Douches dans les années 1980-1990.

L'établissement sert de décor pour les films Les Nuits de la pleine lune d'Éric Rohmer en 1984 et Frantic de Roman Polanski, en 1988 qui en reconstitue la réplique en studio,. Thierry Ardisson y présente son premier talk-show, Bains de minuit, de 1987 à 1988 ; la piscine fait partie du générique. Jusque dans les années 1990, Les Bains restent un lieu incontournable des fêtes parisiennes. Les DJ's emblématiques comme Guy Cuevas du 7 et du Palace, Hugues Guéné du 7, Bernie Okat le Palace, la Scala, le Niel's. À partir de 1984, la programmation musicale se tourne vers new wave, puis le funk.
David et Cathy Guetta, pas encore mariés, en sont les responsables dans les années 1990. « Les Bains sont un sanctuaire […] Le gratin du show-biz de la planète s'y presse » écrira cette dernière. Claude Challe  reste critique à ce sujet : « on leur a donné une pépite d'or et ils en ont fait une boîte digne de la Porte de Champerret. ». Mais ce sont aussi les années SIDA, la fin de la fête à Paris. Trop amateur et sans rigueur, le duo Challe/Boukobza s'est endormi sur ses lauriers : l'établissement est mal géré, il reste un gouffre financier et les Guetta doivent redresser les mauvaises habitudes avec une nouvelle équipe, sous les critiques de Claude Challe. Malgré les efforts, un nouveau lieu parisien fait concurrence aux Bains, les Folies, dans un ancien théâtre de Pigalle, où David mixe également plusieurs soirs par semaine.
Au début des années 2000, le lieu ayant perdu de son glamour et de sa renommée, il est repris par Philippe Corti. Les boîtes à la mode sont maintenant dans le 8e arrondissement : le Queen, le Man Ray, Le Baron, le Pink Platinium, etc.. Hubert Boukobza sous-loue l'établissement qui devient, sans grand succès, une boîte gay.
En juillet 2005, Thibault Jardon, directeur artistique du Queen pendant douze ans, reprend les rênes de l'établissement avant de s'associer, en septembre 2006, avec Arnaud Courté, restaurateur parisien. Début 2010, le gérant Hubert Boukobza est sous procédure d'expulsion, ne payant plus le loyer depuis longtemps ; drogué à la cocaïne, il décide de détruire un mur. L'établissement ferme finalement en juin 2010 en raison d'un péril grave et imminent du bâtiment et de la mise en danger du public dus à des travaux effectués par le locataire sans l'avis du propriétaire Jean-Pierre Marois l'ex-producteur de cinéma. Les travaux touchent en particulier la suppression de piliers porteurs de l'immeuble,,.

### Renouveau
Le lieu récupéré à l'état de ruine en 2011, est intégralement rénové et transformé en hôtel de luxe en 2015, à l'image de l'hôtel du Château Marmont à Los Angeles. Avec la partie « discothèque » réduite de moitié, « il ne s'agit pas de faire revivre la nostalgie du clubbing d’antan » précise le propriétaire. Ce sont les décorateurs et architectes Vincent Bastie, habitué des rénovations d'hôtels parisiens, Denis Montel et Tristan Auer, architecte d'intérieur, qui mènent à bien ce projet. La symbolique piscine est déplacée mais remise en état à l'identique,, plusieurs dizaines de chambres sont créées dont un penthouse de 80 m2 pour un total de 39 chambres ou suites. Pendant les travaux, des artistes de rue de renom se sont installés à l'occasion d'une exposition éphémère et ont investi les lieux pour en faire une œuvre d'art géante (Mr Brainwash, Jef Aérosol, ou Tanc).
L'émission de télévision Polonium, présentée par Natacha Polony, y est tournée.

### Documentaire
- Jacques Braunstein, Nightclubbing : 50 ans de nuit parisiennes, Paris Première, 2010, 52 min, Présentation en ligne.